# 宮中顧問官
宮中顧問官（きゅうちゅうこもんかん）は、皇室または王室が存在する国の官職。多くの場合名誉職的な意味合いが強い。

## 日本の宮中顧問官
大日本帝国憲法下、宮内大臣の諮問に応じる職。勅任宮内官を5年以上務めた者を対象とし、定員は15名以内、勅任官待遇。1885年の内閣制度創設の際、明治18年太政官達第68号により、内大臣・内大臣秘書官とともに設置された。「帝室ノ典範儀式ニ係ル事件ニ付諮詢ニ奉対シ意見ヲ具上」することを任務とし、議事は内大臣が統轄した。
名称中「宮中」とあるように、戦前の日本では皇室・皇族関連を宮中、内閣以下政府を府中とする「宮中・府中の別」があり、国政関与は不可能であった。ここに佐々木高行・土方久元・元田永孚ら明治天皇側近の親政論者（中正派）を処遇することで、彼らの国政への影響力は弱まり、伊藤博文の立憲主義政治構想が進展した。
1907年、皇室令第3号として制定された「宮内省官制」により、宮中顧問官は定員25名の勅任名誉官と規定された（第21条）。麝香間祗候・錦鶏間祗候同様の名誉職となり、宮内大臣の求めに応じて宮内省の事務を助けるとされた。
1945年11月24日、内大臣府とともに廃止。

### 主な任官者

#### あ行
- 相磯慥（侍医）
- 浅田恵一（宮内省参事官）
- 池田謙斎（陸軍一等軍医正男爵医学博士、侍医局長）
- 石井国次（学習院初等学科長）
- 市来政方（式部官）
- 一条実輝（公爵・東宮侍従長）
- 伊地知正治（伯爵、修史館総裁、一等侍講、宮内省御用掛）
- 伊藤博文（内閣総理大臣、枢密院議長）（1889年10月30日～1891年6月1日）
- 井上馨（侯爵、大蔵大臣、明治20年9月-明治21年7月）
- 井上通泰（貴族院議員、芸術院会員、御歌所寄人）
- 池辺棟三郎（侍医頭）
- 稲葉正縄（子爵、式部官、東宮侍従）
- 岩倉具綱（従一位参与、宮内省掌典長、岩倉具視の養子）
- 岩倉具経（男爵、岩倉具視の子）
- 岩佐純（男爵、宮中侍医）
- 岩村通俊（男爵、会計検査院長、北海道庁長官、農商務大臣）
- 小原駩吉（男爵、貴族院議員）
- 大木喬任（伯爵、枢密院議長、文部大臣）
- 大木彝雄（宮内省大膳課長）
- 大島義脩（帝室博物館総長、女子学習院長、第八高等学校長、東京音楽学校長）
- 岡玄卿（男爵、医学博士、侍医頭）
- 岡野敬次郎（男爵、法制局長官、司法大臣、農商務大臣、文部大臣、枢密院副議長）
- 小笠原長生（海軍中将功四級子爵、宮内省御用掛、学習院御用掛、香取艦長、東宮御学問所幹事：1921年4月21日～1945年11月24日）
- 小笠原武英（皇宮警察長）
- 奥田義人（文部大臣、司法大臣、東京市長、衆議院議員、貴族院議員）
- 尾崎三良（男爵、法制局長官、元老院議官）

#### か行
- 加賀美光賢（海軍軍医総監、海軍軍医学校長）
- 片山東熊（内匠頭）
- 片山芳林（侍医頭）
- 桂潜太郎（従三位勲二等、東宮主事、東伏見宮別当、富美宮御養育掛長、泰宮御養育掛長、爵位局主事、宮内書記官）
- 加藤弘之（男爵、東京帝国大学総理、元老院議官、貴族員議員、帝国学士院院長、枢密顧問官）
- 楫取素彦（正二位勲一等男爵、元老院議官、群馬県令、貴族院議員）
- 川島令次郎（海軍中将、東伏見宮家別当）
- 川田甕江（漢学者、東宮侍講、東京帝国大学教授、華族女学院校長、帝室博物館理事、貴族院議員）
- 川村純義（海軍大将、枢密顧問官）
- 韓昌洙（男爵、大韓帝国内閣書記官長、朝鮮総督府中枢院顧問、李王職長官）
- 木戸孝正（侯爵、東宮侍従長）
- 北村耕造（内匠寮工務課長）
- 清岡公張（子爵、元老院議官、図書頭、枢密顧問官）
- 清棲家教（伯爵、山梨県知事、茨城県知事、新潟県知事、伏見宮邦家親王第一五王子）
- 九鬼隆一（男爵、枢密顧問官、文部少輔、帝国博物館（現・国立博物館）初代総長、議定官）
- 工藤一記（勲二等、大分県竹田出身、華族女学校幹事）
- 国分三亥（朝鮮総督府高等法院検事長、久邇宮家宮務監督）
- 小早川四郎（男爵、侍従次長）
- 小牧昌業（文学博士、内閣書記官長、奈良県知事、帝室博物館長、貴族院議員）
- 米田虎雄（侍従長）
- 近藤久敬（内大臣秘書官長）

#### さ行
- 佐佐木高行（参議兼工部卿、枢密顧問官、皇典講究所所長、國學院大學学長）
- 佐藤愛麿（駐アメリカ大使、駐スイス公使、駐オランダ公使）
- 佐藤正（陸軍少将従二位、広島市長）
- 佐藤恒丸（侍医頭、陸軍軍医総監）
- 佐野常民（伯爵、農商務大臣、大蔵卿、枢密顧問官、元老院議長、内国勧業博覧会副総裁）（1885年12月22日～1888年4月30日）
- 西郷吉義（侍医、陸軍軍医学校長）
- 斎藤桃太郎（帝室会計審査局長官）
- 税所篤（子爵、元老院議官、奈良県知事、枢密顧問官）
- 品川弥二郎（子爵、農商務大輔、御料局長、枢密顧問官、内務大臣）（1887年6月6日～1888年4月30日）
- 芝田徹心（女子学習院長・東京美術学校校長・第八高等学校校長）
- 渋谷在明（陸軍中将）
- 清水谷実英（伯爵、侍従、東宮武官）
- 白根専一（男爵、愛媛県知事、愛知各県知事、内務次官、逓信大臣）
- 杉栄三郎（帝室博物館総長）
- 曾我祐準（陸軍中将・貴族院議員）
- 副島種臣（伯爵、参議、外務卿、内務大臣、枢密院副議長、枢密顧問官：1886年～1888年）
- 園池実康（子爵、掌典次長）
- 園田安賢（男爵、警視総監、北海道庁長官）

#### た行
- 田内三吉（陸軍少将、侍従、東宮侍従）
- 高崎正風（男爵、御歌所長、枢密顧問官：1889年～1895年、國學院大學学長）
- 高辻修長（子爵、東宮侍従長）
- 高橋其三（帝室林野局次長、久邇宮家別当）
- 伊達宗陳（侯爵、宇和島伊達家第10代当主)
- 田中光顕（陸軍少将男爵、宮内大臣、内閣書記官長、陸軍省会計局長、警視総監、元老院議官）
- 醍醐忠直（式部官、掌典次長）
- 堤正誼（男爵、宮内次官）
- 寺島宗則（伯爵、参議、外務卿、元老院議官、駐アメリカ公使、枢密院副議長、枢密顧問官）（1885年12月22日～1888年4月30日）
- 戸田氏共（伯爵、オーストリア＝ハンガリー公使、式部長官）

#### な行
- 長崎省吾（日本赤十字社理事、式部官、宮内書記官、宮内大臣秘書官、調度頭、閑院宮附別当）
- 中山孝麿（侯爵、貴族院議員、麹町区長）
- 長屋順耳（女子学習院長・東京外国語学校校長）
- 長与専斎（貴族院議員、元老院議官）
- 鍋島直大（麝香間祗候、元老院議官兼式部頭、式部長官、貴族院議員、イタリア公使、佐賀藩第11代藩主、國學院大學学長）
- 奈良原繁（男爵、日本鉄道会社社長、元老院議官、沖縄県知事、錦鶏間祗候）
- 南部光臣（男爵、貴族院議員、群馬県知事）
- 新山荘輔（獣医学博士）
- 西紳六郎（男爵、貴族院議員、海軍中将）
- 西村茂樹（従三位、華族女学校兼任）
- 二条基弘（公爵、摂家）
- 丹羽龍之助（式部官）

#### は行
- 橋本綱常（陸軍軍医総監従四位勲三等子爵医学博士、東京帝国大学医学部教授）
- 花房義質（子爵、ロシア公使、伏見宮別当、宮内次官、帝室会計検査局長、日本赤十字社社長）
- 馬場三郎（内蔵頭）
- 原恒太郎（従三位勲二等、内大臣秘書官、東宮侍従）
- 東園基愛（子爵、侍従）
- 土方久元（伯爵、内閣書記官長、元老院議官、農商務大臣、宮内大臣、帝室制度調査局副総裁、臨時帝室編修局総裁、皇典講究所所長、國學院大學学長）
- 日根野要吉郎（侍従）
- 日野西資博（子爵、侍従）
- 平山成信（男爵、内閣書記官長、枢密顧問官、日本赤十字社社長、行政裁判所評定官）
- 福岡孝弟（子爵、司法大輔、元老院議官、文部卿、参議、参事院議長、枢密顧問官）
- 福羽逸人（正三位勲一等子爵農学博士）
- 福原鐐二郎（貴族院議員、学習院長、東北帝国大学総長、文部次官）
- 藤井種太郎（学習院教授、広島高等師範学校教授）
- 藤波言忠（子爵、貴族院議員）
- 船越衛（男爵、千葉県知事、宮城県知事、貴族院議員）
- 北条氏恭（子爵、侍従）
- 北条時敬（貴族院議員、学習院長、東北帝国大学総長）
- 穂積八束（東京帝国大学教授、貴族院議員、枢密院書記官、法典調査会査定委員）
- 本田幸介（帝室林野局長官）
- 本多正復（子爵、掌典次長、東宮侍従）

#### ま行
- 前田利同（伯爵）
- 真木長義（海軍中将男爵、海軍裁判所長、海軍機関学校長）
- 股野琢（内大臣府秘書官長、帝室博物館総長）
- 松浦寅三郎（女子学習院長）（1932年8月～1945年11月）
- 松本源太郎（学習院女学部長、山口高等学校長）
- 松本正巳（帝室林野局技師）
- 丸尾錦作（学習院教授、東宮侍従、皇孫御養育掛長、皇子傅育官長）
- 三浦安（東京府知事、貴族院議員、元老院議官）
- 三島毅（東京帝国大学教授、東宮侍講、大審院判事、新治裁判所長、二松学舎創設者）（1830年～1919年）
- 三室戸敬光（子爵、貴族院議員）
- 三浦梧楼（陸軍中将子爵、西部監軍部長 陸軍士官学校長、学習院長、朝鮮公使、枢密顧問官）
- 三宅米吉（文学博士、考古学会会長、慶應義塾嘱託、高等師範学校、東京高等師範学校教授、帝国学士院会員、東京文理科大学初代学長）
- 元田永孚（男爵、枢密顧問官、侍講、皇后宮御用掛）

#### や行
- 柳原前光（伯爵、枢密顧問官、元老院議長）
- 山内勝明（式部官）
- 山尾庸三（子爵、工部卿、参事院副議長、有栖川宮別当、北白川宮別当）（1885年12月23日～1888年2月7日）（法制局長官を兼任））
- 山県武夫（式部官）
- 山口鋭之助（京都帝国大学教授・学習院長）
- 山口正定（侍従長）
- 山田春三（貴族院議員、広島県知事、静岡県知事、埼玉県知事、福島県知事）
- 山辺知春（宮内省式部官、秩父宮家別当）
- 芳川顕正（東京府知事、文部大臣、司法大臣、内務大臣、逓信大臣、枢密顧問官、紙幣頭、皇典講究所所長、國學院大學学長）
- 吉田醇一（内蔵頭）
- 吉田要作（鹿鳴館館長）

#### わ行
- 和田国次郎（林学博士、大日本山林会会長）
- 渡辺勝三郎（徳島県知事、新潟県知事、長崎県知事、横浜市長、東洋拓殖株式会社総裁、高松宮家別当）
- 渡辺直達（式部次長）
- 渡部信（帝室博物館総長）

※参考文献：日本史籍協会編「明治史料顕職務補任録（一）」（続日本史籍叢書）東京大学出版会←明治35年5月5日付、任官者高辻修長までわかる。

## その他の宮中顧問官
諸外国にも、宮中顧問官が存在した。
- オーストリアでは、王室の無くなった現在でも敬称として使用されている。
- 哲学者・科学者として有名なG.W.ライプニッツは、プロイセン王国の宮中顧問官に就任していたことがある。